# Balclutha dunaca
Balclutha dunaca är en insektsart som beskrevs av Webb 1980. Balclutha dunaca ingår i släktet Balclutha och familjen dvärgstritar. Inga underarter finns listade i Catalogue of Life.